# José Aires do Nascimento
José Aires do Nascimento ( — ?) foi um político brasileiro.
Foi presidente da província da Paraíba, de 7 de agosto de 1883 a 31 de agosto de 1884.